# Diabolos (Gackt-album)
A Diabolos Gackt japán énekes hetedik nagylemeze, mely 2005. szeptember 21-én jelent meg a Nippon Crown kiadónál. Koncepcióját tekintve a Moon-lemezek előzményének tekinthető. Október 26-án az album 18 európai országban is megjelent.
A lemez 4. helyezett volt az Oricon heti slágerlistáján és 9 hétig szerepelt rajta. A Japán Hanglemezgyártók Szövetsége aranylemezzé nyilvánította.
Az első kislemez, a Black Stone harmadik helyig jutott a slágerlistán, 7 hétig szerepelt rajta és aranylemez lett. Május 25-én ezt követte a Metamorphoze című kislemez, mely a Mobile Suit Zeta Gundam betétdala lett. Ez volt a negyedik kislemeze, amely második helyet ért el az Oricon heti listáján; és szintén aranylemez lett. Augusztus 10-én újabb kislemez következett, a Todokanai ai to sitteita no ni oszaekirezu ni aisicuzuketa..., mely harmadik lett és aranylemezzé vált.

## Számlista
Az összes szám szerzője Gackt. C. 
| #   | Cím | Hossz |
| --- | --- | ----- |
| 1.  | Misty | 2:18  |
| 2.  | Farewell | 4:28  |
| 3.  | Noesis | 5:50  |
| 4.  | Ash | 4:32  |
| 5.  | Metamorphoze (Metamorphoze ～メタモルフォーゼ～) | 3:40  |
| 6.  | Dispar | 3:27  |
| 7.  | Future | 4:48  |
| 8.  | Black Stone | 3:14  |
| 9.  | Storm | 3:41  |
| 10. | Road | 5:06  |
| 11. | Todokanai ai to sitteita no ni oszaekirezu ni aisicuzuketa... (届カナイ愛ト知ッテイタノニ 抑エキレズニ愛シ続ケタ…; Hepburn: Todokanai Ai to Shitteita no ni Osaekirezu ni Aishitsuzuketa..) (Even Though I Knew This Love Could Never Reach You, I Continued to Love You Uncontrollably...) | 4:38  |